# Michael Smith (giocatore di freccette)
Michael Smith (St Helens, 18 settembre 1990) è un giocatore di freccette inglese.
Soprannominato “Bully Boy”, gareggia negli eventi della Professional Darts Corporation (PDC). Dopo il circuito minorile, ha debuttato in PDC nel 2014. Ha conquistato il suo primo titolo al Grand Slam of Darts nel 2022, sconfiggendo in finale Nathan Aspinall. L'anno successivo ha vinto il World Darts Championship, battendo in finale Michael van Gerwen per 7-4, dopo essere arrivato secondo in due occasioni (nel 2022, sconfitto per 7-5 da Peter Wright, e nel 2019, battuto da Michael Van Gerwen per 3-7). È inoltre noto poiché è stato sconfitto in un match in cui Van Gerwen tenne una media di 123.4, la più alta mai registrata.

## Biografia
Michael Colin Smith è nato a St Helens il 18 settembre 1990 da Ian e Sandra. Quando aveva 15 anni, cadde dalla bicicletta mentre andava a scuola rompendosi l'anca, il che lo costrinse a usare le stampelle per quattro mesi: fu durante quel periodo che Smith lanciò i suoi primi "180". Ha poi lasciato la scuola per dedicarsi in modo completo al gioco delle freccette.
Il suo debutto in una competizione major organizzata dalla PDC avvenne agli UK Open del 2009, dove perse 6 a 5 contro Dave Ladley al primo turno.

## Palmarès
- Campionato del mondo PDC: 1

2023
- Grand Slam of Darts: 1

2022